# Eva Jørgensen
Eva Jørgensen (født 7. marts 1963) er en dansk journalist og tv-vært.
Hun er uddannet journalist fra Danmarks Journalisthøjskole (1987) og har bestridt en lang række jobs i DR som reporter, vært og redaktør på bl.a. TV Avisen, Nyhedsmagasinet, DR2 Nyt og Deadline 17.00. I 2000 blev hun koncernkommunikationschef hos ISS A/S. Hun debuterede som forfatter i 2007 med selvbiografien Vi ses i morgen. Den blev fulgt op af Sorrig og glæde – fra en enkes dagbog (Rosinante 2010). I bogen beretter hun om tabet af sin mand, Steffen Knudsen, i 2006.
I bogen Vi ses i morgen fortæller Eva Jørgensen om sin mands sygdom og hvor hårdt hun har haft det i alt den tid han har levet med sygdommen og efter hans død.
Ved fyringsrunden i DR i 2010 valgte Jørgensen en frivillig aftrædelsesordning.